# Смолич, Юрий Корнеевич
Ю́рий Корне́евич (Корнильевич) Смо́лич (укр. Юрій Корнійович Смолич; 25 июня [8 июля] 1900, Софиевка, Киевская губерния, Российская империя — 26 августа 1976, Киев, СССР) — украинский советский писатель, журналист, театральный критик и публицист. Председатель Союза писателей Украинской ССР (1971—1973), секретарь правления Союза писателей СССР. Герой Социалистического Труда (1970), брат белоэмигранта, историка Русской церкви Игоря Смолича.

## Биография
Родился в Софиевке вблизи города Умань в Киевской губернии (ныне Черкасская область, Украина) в семье учителей. В доме Смоличей кроме Юрия было ещё два ребёнка — Наталья и Игорь. Семья Смоличей постоянно переезжала с место на место.
В 1918 году Юрий Смолич окончил гимназию в Жмеринке (за это время из-за переездов сменил четыре гимназии) и поступил в Киевский коммерческий институт на коммерционно-технический факультет. Проучившись чуть менее года, в 1919 году бросил учёбу и ушёл санитаром в добровольческий отряд по борьбе с тифом.
Был делопроизводителем Подольской районной управы Товарищества Украинского Красного Креста и с 1921 года — актёром в красноармейском театре-студии. До 1924 года пытался делать карьеру артиста в театрах укрпрофсоюза, народного просвещения и имени Ивана Франкo, а затем в течение четырёх лет являлся инспектором театров Главполитпросвещения Народного комиссариата просвещения Украинской ССР. После этого полностью переключился на литературу.
Смолич писал в основном на украинском языке. Печатался с 1917 года. Сам писатель о своём первом опыте позднее вспоминал:
Наконец в семнадцатом году, в дни Февральской революции, я… впервые «напечатался»: написал призыв к… гимназисткам организовываться и отдать себя служению идеалам революции – и наша местная газетка, которая начала выходить со дня революции (называлась она, кажется, «Известия Жмеринского исполнительного комитета»), опубликовала этот мой опус»
Первой опубликованной книгой стал сборник рассказов «Конец города за рынком» (1924). В 1926 году появился первый роман Смолича «Последний Эйджевуд». Эта книга, а также сборник «Прекрасные катастрофы» (1935), роман-памфлет «Сорок восемь часов» (1933) отличаются острой антикапиталистической направленностью, в них Смолич выступил как один из создателей приключенческого и научно-фантастического жанра в украинской литературе.
С 1926 года — главный редактор журнала «Сельский театр», а с 1928 года — «УЖ» (Универсальный журнал), постоянно выступал с театральными рецензиями, статьями и в качестве переводчика с русского и французского языков. Входил в объединения ВАПЛИТЕ, «Гарт». Часто писал под псевдонимом «Жан Гудран».
Юрий Корнеевич писал много и разнообразно — социальные, научно-фантастические и бытовые романы, повести, рассказы. В сатирических книгах «Полтора человека» (1927), «Фальшивая Мельпомена» (1928), «По ту сторону сердца» (1930) разоблачаются украинские националисты и их зарубежные покровители. В довоенные годы опубликовал также автобиографическую трилогию «Наши тайны» (1936), «Детство» (1937), «Восемнадцатилетние» (1938).
Пьесы Смолича ставили в украинских и московских театрах. В 1934 году его избрали заместителем председателя Харьковской организации Союза писателей Украинской ССР, а в 1938 году председателем. Спустя год Юрий Смолич стал членом Союза писателей СССР, был избран депутатом Харьковского городского совета депутатов трудящихся. Редактировал «Литературный журнал», журнал «Украина». С 1935 по 1953 год выступал тайным осведомителем органов НКВД-МГБ.
В Великой Отечественной войне Смолич не участвовал из-за плохого зрения. Был эвакуирован в Алма-Ату, в эти годы написал большое количество рассказов, собранных в восемь сборников, а также выступал в советских газетах с публицистическими статьями.
В 1942 году стал членом правления Союза писателей СССР, в 1944 году стал заместителем председателя.
Тема войны затронула творчество писателя, она раскрывается в романах «Они не прошли» (1946), «Мы вместе были в бою» (1948), в нескольких сборниках статей и рассказов.
Тема труда народа в послевоенные годы занимает ведущее место в книгах «После войны» (1947), «День начинается рано» (1950), «О хорошем в людях» (1965). Романы «Рассвет над морем» (1953), «Мир хижинам, война дворцам» (1958), «Ревёт и стонет Днепр широкий» (1960) воссоздают борьбу украинского народа на широком историческом фоне.
В 1951 году вступил в КПСС, в этом же году на XIV-м съезде КП Украины был избран кандидатом в члены ЦК КПУ. Был депутатом Верховного Совета Украинской ССР 8-9-го созывов.
До 1956 года проживал в киевском доме Ролит, а затем переехал в дом 5/2 по улице Заньковецкой.
После победы работал корреспондентом газеты «Известия» на Украине, с 1959 года в Берлине работал членом Комитета по возвращению в СССР, а с 1961 года до конца своих дней являлся председателем Общества культурных связей с украинцами за границей «Украина».

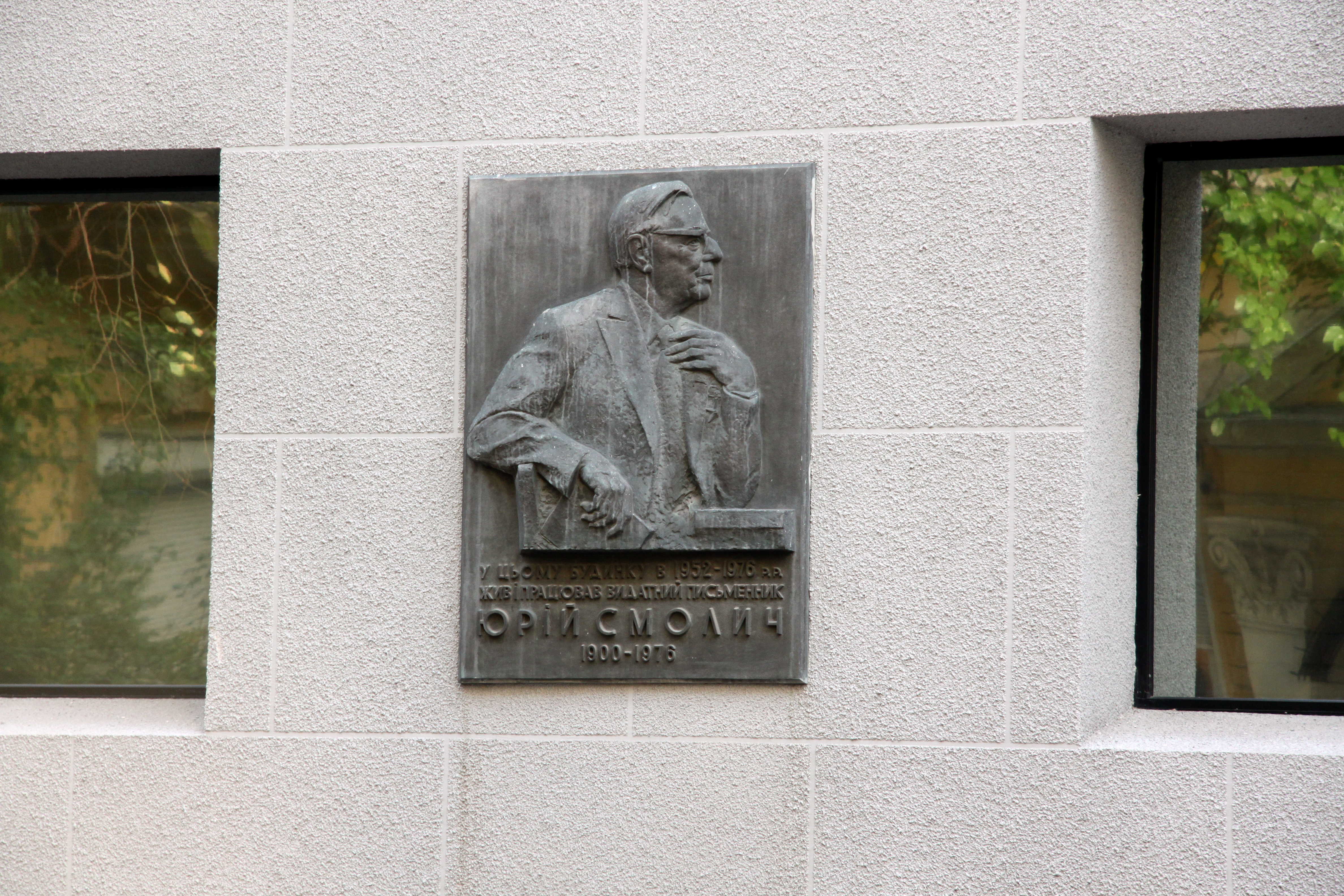
Мемориальная доска на доме, в котором проживал Ю. К. Смолич

Указом Президиума Верховного Совета СССР от 28 июля 1970 года за выдающиеся заслуги в развитии советской литературы и в связи с 70-летием Юрию Корнеевичу Смоличу присвоено звание Героя Социалистического Труда.
В 1971 году стал секретарём правления Союза писателей СССР.
Романы Смолича отражали те исторические и социальные события, которые являлись настоящим для автора: годы становления социализма после Октябрьской революции, Великой Отечественной войны, время восстановления страны после её окончания и борьба украинцев за утверждение Советской власти.
В последние годы жизни занимался написанием мемуаров, как, например, трехтомник «Рассказ о непокое» (1968—1972). Произведения Смолича неоднократно переводились на многие языки народов СССР и полтора десятка иностранных языков.
Юрий Корнеевич был женат. Его жена, Елена Григорьевна, пережила мужа и скончалась в 1989 году.
Жил в Киеве. Умер 26 августа 1976 года. Похоронен на киевском Байковом кладбище (участок № 2).

## Творчество
Список произведений, написанных Юрием Смоличем.

### Романы
- 1926 — Последний Эйджевуд

Цикл «Прекрасные катастрофы» : 
- 1928 — Хозяйство доктора Гальванеску
- 1934 — Что было потом
- 1932 — Ещё одна прекрасная катастрофа
- 1930 — По ту сторону сердца
- 1932 — Четвёртая причина
- 1933 — Сорок восемь часов

Трилогия
- 1936 — Наши тайны
- 1937 — Детство
- 1938 — Восемнадцатилетние
- 1947 — Они не прошли
- 1948 — Мы вместе были в бою
- 1953 — Рассвет над морем

 Дилогия «Год рождения 1917»: 
- 1958 — Мир хижинам, война дворцам
- 1960 — Ревет и стонет Днепр широкий

### Сборники
- 1924 — Конец города за базаром
- 1927 — Воскресенья и понедельники
- 1930 — Пять рассказов
- 1941 — Гибель интервенции
- 1941 — Народ воюет
- 1942 — Новеллы
- 1943 — Без права на смерть (на русском языке)
- 1943 — Бессмертие (на русском языке)
- 1943 — Битва (на русском языке)
- 1943 — Бои за фронтом
- 1943 — Мирные люди
- 1950 — День начинается рано
- 1951 — Цвет яблони

### Повести
- 1927 — Полтора человека
- 1928 — Фальшивая Мельпомена
- 1940 — Театр неизвестного актёра

### Рассказы
- 1929 — Язык молчания
- 1953 — Мужской разговор

### Пьесы
- 1930 — Товарищ женщина
- 1931 — Весёлые книгоноши

### Другие книги
- 1947 — После войны — сборник избранных статей
- 1951 — Первая книга — сборник статей о творчестве молодых украинских писателей
- 1953 — Разговор с читателем — сборник эссе о писательском мастерстве
- 1953 — Враги человечества и их наёмники — книга посвящена диверсиям США против СССР, и в частности действиям украинских националистов
- 1958 — С народом или против народа
- 1960 — Разговор с читателем и писателем (на русском языке)
- 1965 — О хорошем в людях (в соавторстве с М. Рильским)

 Цикл книг мемуаров «Рассказ о непокое» 
- 1968 — Рассказ о непокое
- 1969 — Рассказ о непокое продолжается
- 1972 — Рассказау о непокое нет конца
- 1970 — Я выбираю литературу — книга мемуаров
- 1978 — Мои современники
- 1975 — «Gaudeamus igitur …» — повесть в новеллах
- 1977 — О театре

### Собрания сочинений
- Сборник сочинений в 4 т. — М. , 1930
- Сочинения: В 6 т. — М. , 1958—1959
- Сочинения: В 6 т. — М. , 1971—1973
- Сочинения: В 8 т. — М. , 1986

### Экранизированные произведения
- 1970 — Мир хижинам, война дворцам (по одноимённому роману)
- 1970 — Театр одного актёра
- 1992 — Градус чёрной луны (по роману «Хозяйство доктора Гальванеску»)

## Награды
- Герой Социалистического Труда
- Медаль «Серп и Молот»
- Два ордена Ленина (1960, 1970)
- Два ордена Трудового Красного Знамени (1960, 1967)
- Орден «Знак Почёта» (1948)
- Медаль «В ознаменование 100-летия со дня рождения Владимира Ильича Ленина»
- Медаль «За доблестный труд в Великой Отечественной войне 1941-1945 гг.»
- Почётная медаль «Борцу за мир» (1970)
- другие медали, а также почётные грамоты

## Память
- В Киеве на стене дома (улица Заньковецкой, 5/2), в котором с 1956 года жил писатель, установлена мемориальная доска.
- В Харькове на стене дома литераторов «Слово» (укр. будинок «Слово») установлена памятная доска с перечнем известных людей, проживавших в нём. Там же высечено имя Смолича, некоторое время жившего в доме.
- Имя писателя также носит одна из улиц Киева[5].
- В память о Смоличе в СССР было выпущено несколько почтовых конвертов.

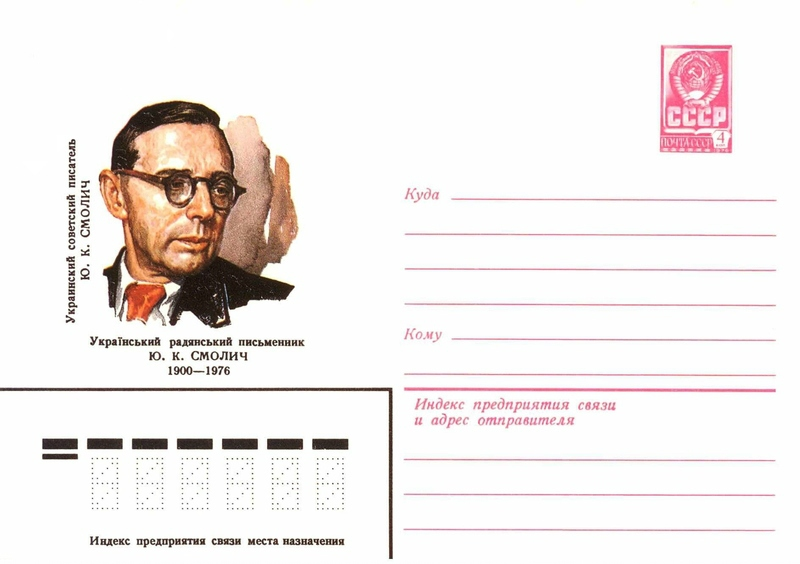
Советский почтовый конверт, 1980. Художник П. Бендель
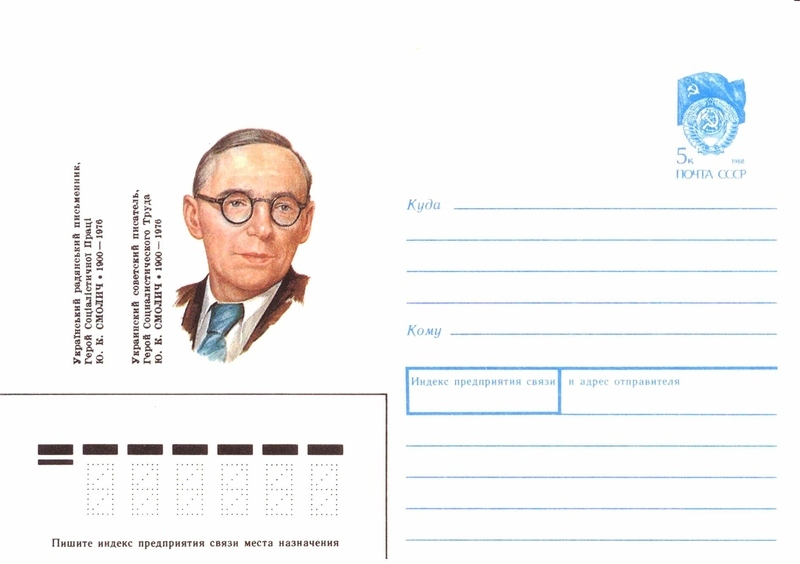
Советский почтовый конверт, 1990. Художник Ю. Арцименев
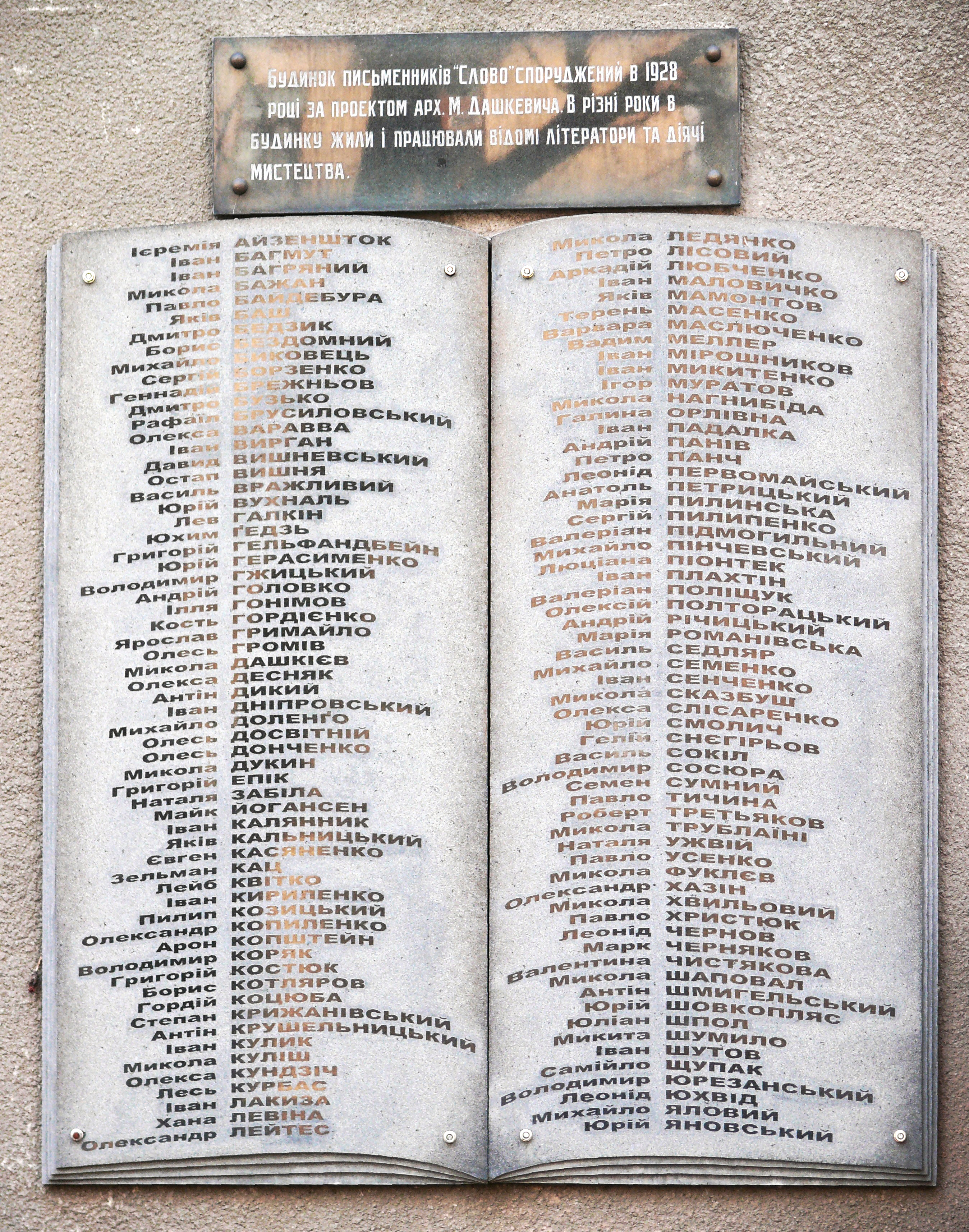
Памятная доска на доме Слово с перечнем известных жильцов